# Reinhard van Reede

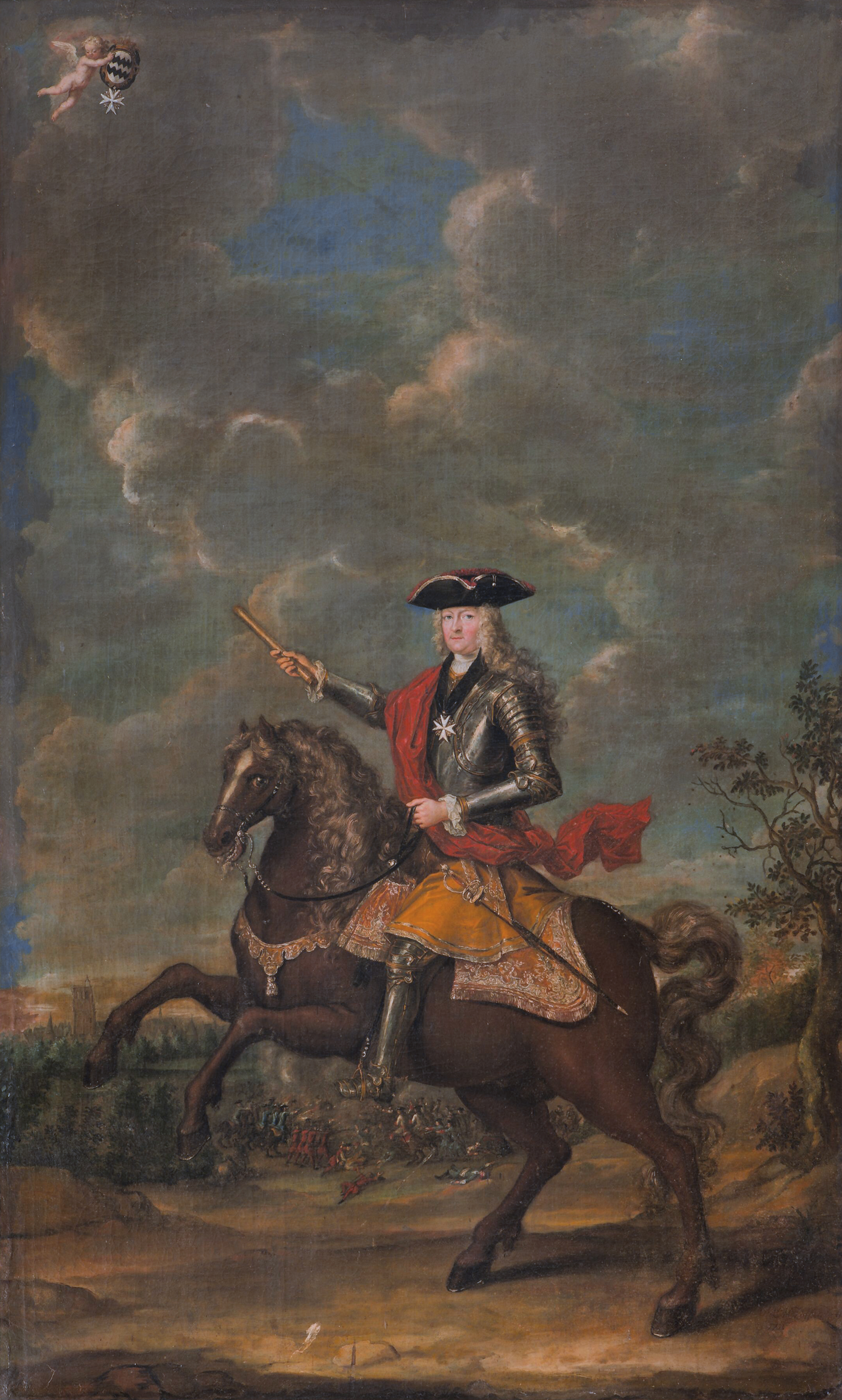
Reinhard van Reede, pan Ginkel (1678-1747) (Marcus Lodovicus Antonius Clifford, 1726)

Reinhard van Reede, pan Ginkel i Middachten (ur. 1678, zm. 1747) był holenderskim dyplomatą, wojskowym i trzecim synem Godarda van Reede-Athlone.
W 1703 roku w Utrechcie podniesiony został do stanu rycerskiego.  W tym samym roku został majorem pułku kawalerii Driesbergen. W 1709 został pułkownikiem i dowódca tego pułku.
Od 1727 generał-major. Od 1730 roku generalny kwatermistrz armii (kwartiermeester-generaal).
W latach 1730–1742 był holenderskim posłem w Berlinie. 